# Еращенко, Виктор Степанович
Ви́ктор Степа́нович Ера́щенко (17 января 1947, п. Маго, ныне Хабаровский край — 6 апреля 1989, Хабаровск) — русский советский поэт.
Наследие Виктора Еращенко — не только стихи и поэмы, но и пьесы, инсценировки, тексты к спектаклям, публицистика, фантастика.

## Биография
Виктор Степанович Еращенко родился 17 января 1947 года в порту Маго Тахтинского района Нижнеамурской области (ныне Николаевский район Хабаровского края).
В 1964 году, работая слесарем в порту, окончил вечернюю школу и поступил на физико-математический факультет Хабаровского педагогического института. Вскоре оставил учебу.
Работал слесарем-монтажником, судоремонтником, оператором нефтеперерабатывающего завода им. Орджоникидзе.
Писать стихи начал ещё в юности, первые публикации появились в местных газетах в 1963 году.
В 1973 году окончил заочное отделение Литературного института имени А. М. Горького.
Работал в Дальневосточном отделении ВААП, редактором на Хабаровской студии телевидения, заведующим литературной частью драматического театра, в то же время руководил литературными объединениями при Хабаровской писательской организации и при газете «Молодой дальневосточник».
В 1979 году принят в Союз писателей СССР.
6 апреля 1989 года Виктор Степанович Еращенко трагически погиб. Похоронен на Центральном кладбище Хабаровска.

## Творчество
Для Виктора Еращенко характерны напряженные раздумья о смысле жизни, о месте и роли человека в обществе, о связи времен и преемственности поколений.
Творчество Еращенко 1970—80-х годов поражает своей масштабностью —- исторические поэмы и пьеса о землепроходцах «Ватага», фантастические рассказы.
Восхищают его мужественный лиризм, интеллектуальная отвага, его внутренняя свобода при добровольном самоограничении. В его стихах, при огромном богатстве метрики и ритма, можно найти весь диапазон чувств — от нежности до сарказма. В них география и история, земная жизнь и прорывы в космос. В стихах дальневосточного поэта описаны и порт Маго, и Николаевск, и Магадан, и Владивосток, и старинный город Благовещенск, и, конечно, холмы Хабаровска. В них поэтически звучат и Талакан, и Экимчан, и мыс Лазарева, и многое другое.
Тема истории Дальнего Востока — ведущий мотив сборника стихов «Купель». Поэт внимательно вчитывается в летопись народных дум и деяний. Особой теплотой проникнуты стихи о людях нелегкой судьбы, навсегда сохранивших красоту души и тонкость чувств.
На фоне основного направления творчества, то есть поэзии, прозы, драматургии, публицистики, Виктор Еращенко отдал дань маргинальным жанрам — эпиграмме, сатирической и философской миниатюре, дружеским и юбилейным посвящениям, инскриптам. Потому что был остроумным («Мало кто решился состязаться в едкости, насмешничанье и ядовитости с Еращенко», — вспоминал коллега по работе Анатолий Полищук). И потому что у Еращенко был особый дар откликаться на любое, пусть и незначительное событие. Мешая серьёзное с пустяками, он оставил любопытные свидетельства о позднесоветском времени. Так, саркастическим пером обозначены такие явления, как дефицит продуктов (стихи о том, как на трибуну взошла колбаса), знаменитая антиалкогольная кампания Лигачева — Горбачева 1986 г. («антиуказные» мотивы), скука советских заседаний и совещаний («Оратор, перекуй своё орало на что угодно, чтобы больше не орало»). Многих собратьев по цеху воспел, иных припечатал, но всегда глубоко и безжалостно всматривался в самого себя.

## Сочинения
Стихи Виктора Еращенко печатались в коллективных сборниках Хабаровска, Владивостока, Москвы, в альманахе «День поэзии», в центральных и периферийных журналах.

### Поэзия
- Еращенко, В. С. Стихи. — М.: Молодая гвардия, 1975. — 30 с. — 20 000 экз.[7]
- Еращенко, В. С. Лепестки в колодезной воде: Стихи. — Хабаровск: Кн. и-во, 1977. — 40 с. — 3000 экз.[8]
- Еращенко, В. С. Отраженья: Стихи. — Хабаровск: Кн. и-во, 1980. — 61 с. — 3000 экз.[9]
- Еращенко, В. С. Мир просторен: Стихи. — М.: Современник, 1985. — 77 с. — (Новинки «Современника»). — 10 000 экз.[10]
- Еращенко, В. С. Купель: Стихи. — Хабаровск: Кн. и-во, 1986. — 85 с. — 3000 экз.[11]
- Еращенко, В. С. Избранное: Стихи, поэма, пьеса. — Хабаровск: Приамур. геогр. о-во: РИОТИП, 1996. — 302 с. — 5000 экз. — ISBN 5-88570-089-3.[12]
- Еращенко, В. С. Малая поэзия. — Хабаровск: Приамур. ведомости, 2002. — 144 с.
- Еращенко, В.С. Антология русского лиризма. XX век. В. 3-х т. — М.: Издательство: ООО «ФЭРИ-В» — 2000.

### Проза
- Белая дорога / Сост. В. И. Мататровский. — М.: Молодая гвардия, 1990. — 317 с. — (Шк. Ефремова). — 150 000 экз. — ISBN 5-235-01541-X.[13]

### Драматургия
- Еращенко В. С. Взыскую града: пьесы. — Хабаровск, 2007.Составитель: Арсений Москаленко

## О творчестве
- Соложенкина С. Достоверно и впечатляюще//Еращенко В Стихи. — М., 1975. — С. 3-4.
- Школьник Л. Обретая мастерство и зрелость: Заметки о творчестве поэта В. Еращенко//Тихоокеан. звезда. — 1977. — 23 окт.
- Мельник В. Берега Лазурной бухты: О молодых поэтах Дал Востока [в том числе В. Еращенко]//Дал. Восток. — 1986 — № 12 — С 144—151.
- Лобычев А. В поисках живой воды: [Заметки о поэзии В Еращенко]//Дал. Восток. — 1987. — №. — С. 141—145[14].
- Чернявский А. И крепко полюбят меня// газета Тихоокеанская звезда — 2002 — 22 января.
- Катеринич В. Н. Двенадцать сюжетов : из литературного краеведения / Катеринич В. Н. — Хабаровск : [б. и.], 2003. — 141 с. : ил[15].
- Литературный путеводитель. Хабаровские писатели: судьба и творчество. Библиография, проза, поэзия. Под общ. ред. М. Ф. Асламова. К 70-летию Хабаровской краевой писательской организации. — Хабаровск: Кн. изд., 2004. — 326 с., стр. 229—230.
- Акстинас О. Он солнце нес над головой : Духовная энергия поэта Виктора Еращенко влияет на людей даже в непоэтические времена : [о дальневосточном поэте Викторе Еращенко (1947—1989)] / Акстинас О. // Российская газета. — 2007. — 9 февр. — С. 22 ; 4 ср. ст.
- Катеринич В. Н. Лепестки памяти в колодезной воде. Сквозь времена и судьбы //Региональный культурно-просветительский журнал «Словесница искусств» — № 1-2 (21-22) — 2008.
- Катеринич В. Н. По живому следу. К 70-летию поэта Виктора Еращенко // Журнал «Дальний Восток» — № 2 — 2017

## Память
- Магинской библиотеке присвоено имя поэта. Мать поэта, Любовь Ивановна и сестра Мария Степановна Засухина передали библиотеке личные фотографии, письма, телеграммы, неопубликованные стихи, любимые книги поэта и книги из семейной библиотеки.
- В центре поселка Маго на здании администрации, где расположена библиотека им. В. С. Еращенко, установлена мемориальная доска.
- В центре г. Хабаровска на ул. Фрунзе, 34, на стене доме, где жил поэт[16], 15 июля 2003 года установлена мемориальная доска, сделанная художником Н. И. Холодок
- Ежегодно для жителей посёлка Маго проводятся Еращенковские чтения[17].
- На всероссийском сайте современной поэзии стихи.ру есть страница стихов поэта http://stihi.ru/avtor/erashchenko Наполнение страницы ведется семьёй поэта.
- 5 ноября 2015 года национальный театр аборигенов и метисов Приамурья «Бури» представил премьеру спектакля «Время сновидений» по пьесе Виктора Еращенко на сцене хабаровского театра «Триада».